# Сестри Мальгівські
Сестри Мальгівські, також англ. Malgivski sisters (нар. 24 березня 1979 в місті Надвірна, Івано-Франківської області) — українські співачки, лауреати міжнародних конкурсів і фестивалів. Учасниці дуету — сестри-близнята Наталя і Уляна Мальгівські.

## Життєпис
Виступали в хорі «Марійська дружина», Професійну творчість почали у Львові в 1996 на студії звукозапису «Мелос» з композитором і аранжувальником Олександром Албулом.
Навчалися в Івано-Франківському Прикарпатському університеті ім. Василя Стефаника на факультеті «Образотворче мистецтво» і в Київському Національному університеті культури і мистецтв на факультеті «Естрадний спів». Є ученицями народної артистки України Оксани Білозір.
В 1997 випустили альбом «Колядує вся родина» на який був відзнятий однойменний музичний фільм (спільний проєкт з Остапом Стахівим)
У 2005 рекордингова компанія «Атлантiк» записала компакт-диск «Два береги» з піснями у виконанні сестер.
У 2006 переїхали в США, де активно концертують в різних містах, співають як гості з України на фестивалях «Ukrainian Day of Chicago», «Ukrainian Sunflawer Festival» (Детройт), представляють Україну на «Christmas around the world» (Чикаго).
У 2014 році у співпраці з «Voxo Music Group» (Record Label, Chicago & Los -Angeles) записали пісню «Dance with Me» яка була у топах світових музичних хітпарадів Радіо Європи, Америки, Канади, Австралії та інших країн світу, а також iHeartRadio Billboard (США).
Сестри виступали як гості фестивалів: «На крилах дитинства» (Львів), «Слов'янський базар» (Білорусь, Вітебськ), «Естрадна Прем'єр-Ліга» (Рівне), «Хіт-Базар», «Крок до Зірок», «Наша Пісня», «Ржищівський вінок», «Молода Галичина», «Пшеничне Перевесло» (Молдова), «Лемківська Ватра» (Польща), «Дзвони Лемківщини», «Свято Українців-Русинів» (Словаччина), «Лемківська Ватра» (Нью-Йорк), «Lifway Festival» (Чикаго), «Uketoberfest» (Чикаго), «European Festival Music and Sport» (Нью-Бритен, Коннектикут, США), «Taste of Polonia» (2012), «Isina» Music Academy (Vocal) Los-Angeles (2015) «Soyuzivka» (2015, Нью-Йорк) «Червона Рута» (2017, США).

## Дискографія
- Два Береги, (CD, Album), Atlantic Music Artist Agency, 547 ATL CD — A[1][6]

## Відзнаки
За роки пісенної творчості дует Malgivski sisters здобув відзнаки лауреатів: «Червона рута», «Перлини сезону», «Майбутнє України від Таврійських ігор», «Гуцульський фестиваль», «Мелодія двох сердець» (2002, перша премія) «Пісенний вернісаж», «Золоті трембіти» (перша премія, Моршин-Київ), Міжконтинентального радіо-фестивалю української пісні «Співай рідною» на радіо «Ethno FM» (2023, 2024, Сакраменто, Каліфорнія, США) та інші.

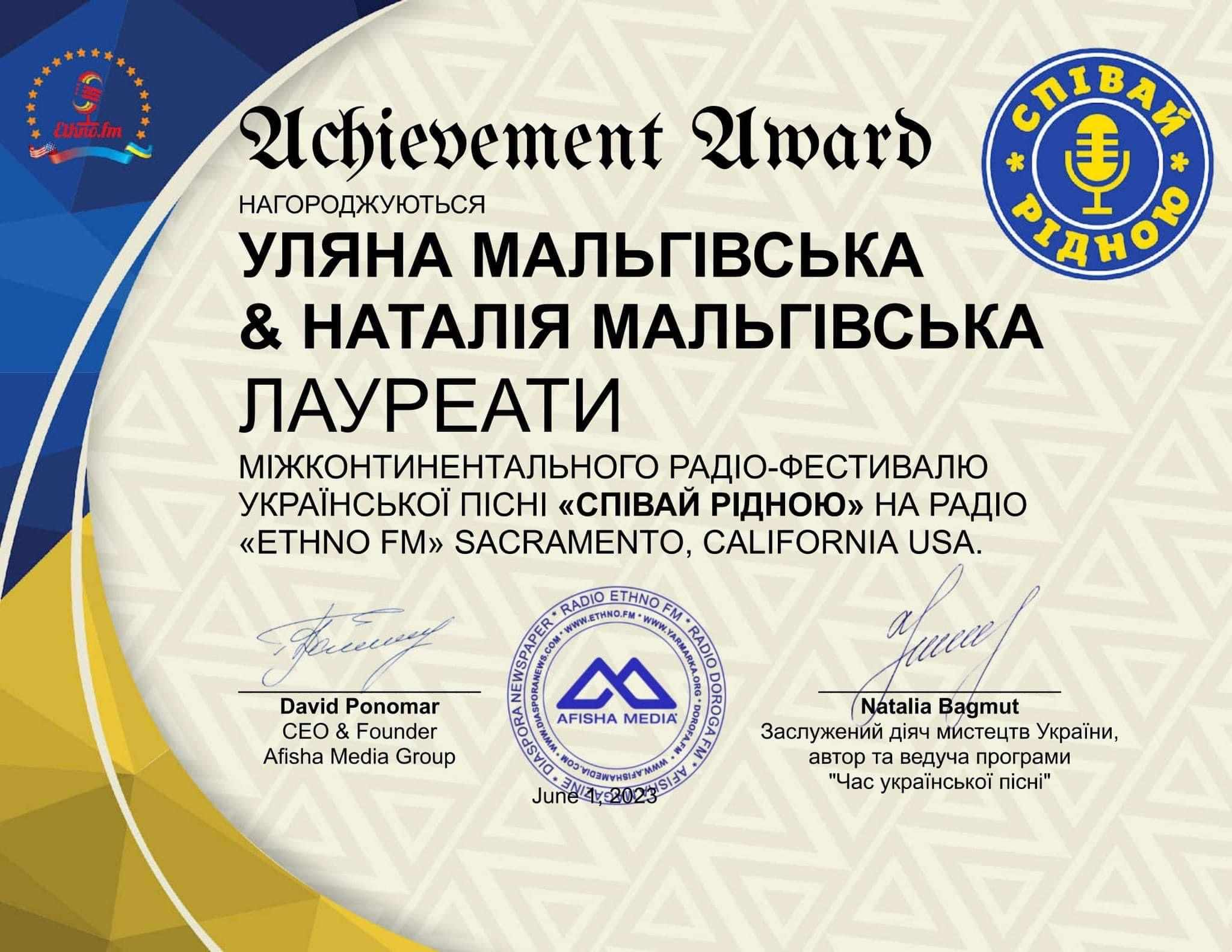
Диплом лауреатів фестивалю «Співай рідною»
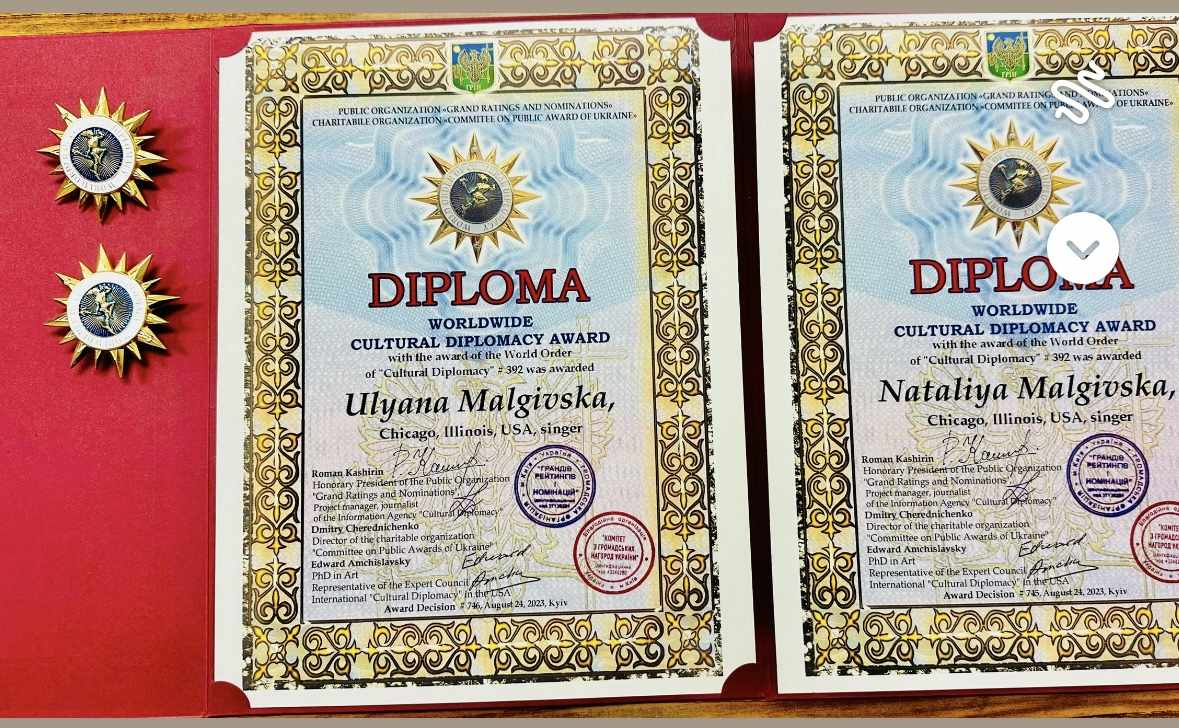
Диплом відзнаки Worldwide Cultural Diplomacy Award